# Lycodes schmidti
Lycodes schmidti är en fiskart som beskrevs av Gratzianov, 1907. Lycodes schmidti ingår i släktet Lycodes och familjen tånglakefiskar. Inga underarter finns listade i Catalogue of Life.